# Hedycarya symplocoides
Hedycarya symplocoides är en tvåhjärtbladig växtart som beskrevs av Spencer Le Marchant Moore. Hedycarya symplocoides ingår i släktet Hedycarya och familjen Monimiaceae. Inga underarter finns listade i Catalogue of Life.